# Liste der Monuments historiques in Provenchères-et-Colroy
Die Liste der Monuments historiques in Provenchères-et-Colroy führt die Monuments historiques in der französischen Gemeinde Provenchères-et-Colroy auf.

## Liste der Immobilien
| Bezeichnung          | Beschreibung                                                    | Standort                                     | Kennzeichnung | Schutzstatus | Datum | Bild           |
| -------------------- | --------------------------------------------------------------- | -------------------------------------------- | ------------- | ------------ | ----- | -------------- |
| Kirche Ste-Catherine | ehemaliger Chorturm, 12. Jahrhundert, Schiff und Chor nach 1712 | Provenchères-sur-Fave, rue du Château (Lage) | PA00107344    | Classé       | 1995  | weitere Bilder |

## Liste der Objekte
| Bezeichnung                                                  | Beschreibung                                            | Standort                                                  | Kennzeichnung | Schutzstatus | Datum | Bild |
| ------------------------------------------------------------ | ------------------------------------------------------- | --------------------------------------------------------- | ------------- | ------------ | ----- | ---- |
| Skulptur Madonna                                             | Stein, 1712; von einer Kreuzigungsgruppe                | Provenchères-sur-Fave, in der Kirche Ste-Catherine (Lage) | PM88001679    | Inscrit      | 2008  |      |
| Altarflügel Martyrium der heiligen Katharina von Alexandrien | Ölfarbe auf Holz, um 1600; im Hôtel de Ville aufbewahrt | Provenchères-sur-Fave, in der Kirche Ste-Catherine (Lage) | PM88001186    | Classé       | 2008  |      |